# Rómulo Betancourt
Rómulo Ernesto Betancourt Bello (22. února 1908, Guatire, Miranda, Venezuela – 28. září 1981, New York, USA), známý jako „otec venezuelské demokracie“, byl prezidentem Venezuely v letech 1945 až 1948 a znovu v letech 1959 až 1964. Byl také lídrem strany Acción Democrática, ve 20. století dominantní venezuelské politické strany.
Betancourt je považován za zakladatele moderní demokratické Venezuely.

## Život
Betancourt se narodil ve městě Guatire poblíž Caracasu. Vystudoval práva na Universidad Central de Venezuela.
Jako mladý muž byl kvůli agitaci vyhoštěn z Venezuely a přestěhoval se do Kostariky, kde založil a vedl řadu komunistických studentských skupin. V roce 1937, po odchodu z komunistické strany a návratu do Venezuely, založil Partido Democrático Nacional, která se v roce 1941 stala oficiální politickou stranou Acción Democrática (AD).

## První prezidentské období
Betancourt se stal prezidentem v roce 1945 na základě vojenského převratu. Během působení v úřadu dosáhl řady úspěchů. Patřilo k nim vyhlášení všeobecného volebního práva, zavedení sociálních reforem a zajištění poloviny zisků zahraničních ropných společností pro Venezuelu. Jeho vláda úzce spolupracovala s Mezinárodní organizací pro uprchlíky v pomoci evropským uprchlíkům, kteří se po druhé světové válce nemohli nebo nechtěli vrátit domů.

### Reforma ropného průmyslu
V roce 1941, před vstupem AD do politiky, Venezuela obdržela 85 279 158 bolívarů z ropných daní, z celkové hodnoty ropy 691 093 935 bolívarů. Před Betancourtovými změnami v daňovém systému získával stát Venezuela jen zlomek toho, co vydělávaly zahraniční ropné společnosti.
Jedním z původních cílů Betancourta bylo znárodnění ropného průmyslu země. Nakonec z obav z bojkotu zahraničních ropných společností z tohoto plánu vláda ustoupila a místo toho zvýšila daně z produkce ropy. Venezuela byla během válek na evropském kontinentu hlavním dodavatelem ropy Spojencům. Německo pak nemělo spolehlivý přístup k ropě, což omezovalo pohyb jeho vojsk. Někteří historici považují německou zranitelnost v této oblasti za rozhodující faktor Hitlerovy porážky.
Podle Betancourta bylo zvýšení daní stejně účinné jako znárodnění ropného průmyslu. Ropné společnosti byly nuceny ustoupit požadavkům odborových svazů a již neměly nárok na větší zisky než venezuelská vláda. Vláda tak měla plnou podporu odborových svazů. Mezi další úspěchy Betancourtova prvního prezidentství patří rozvoj rafinerií a významné zlepšení podmínek i platů zaměstnanců.

## Exil
Za úřadování Betancourta se v roce 1947 konaly historicky první svobodné volby ve Venezuele. Zvítězil v nich Rómulo Gallegos z AD. Nicméně 27. listopadu 1948 Carlos Delgado Chalbaud, Marcos Pérez Jiménez a Luis Felipe Llovera Páez provedli státní převrat a Gallegose po pouhých 10 měsících v úřadu svrhli. Betancourt odešel do exilu v New Yorku, kde plánoval politický návrat. Jeho strategie byla úspěšná a po návratu do Venezuely byl zvolen prezidentem.

## Druhé prezidentské období
Betancourt byl zvolen prezidentem ve volbách v roce 1958.
V roce 1960 založil Juan Pablo Pérez Alfonso, Betancourtův ministr, dvě důležité instituce: Venezuelskou ropnou korporaci (Corporación Venezolana del Petróleo – CVP) a Organizaci zemí vyvážejících ropu (OPEC), mezinárodní ropný kartel, který Venezuela založila ve spolupráci s Kuvajtem, Saúdskou Arábií, Irákem a Íránem.

### Atentát
Betancourt odsoudil diktátorský režim Dominikánské republiky, který zosobňoval Rafael Trujillo. Ten nenáviděl Betancourta a podporoval mnoho spiknutí venezuelských exulantů, aby ho svrhli. Venezuelská vláda se proto obrátila na Organizaci amerických států. To rozzuřilo Trujilla, který nařídil svým agentům, aby zavraždili Betancourta v Caracasu. K atentátu došlo 24. června 1960 a venezuelský prezident při něm byl těžce popálen. Světové veřejné mínění se obrátilo proti Trujillovi.
Fotografie zraněného Betancourta se šířily po celém světě jako důkaz, že přežil pokus o atentát, který zabil velitele jeho ochranky a těžce zranil řidiče, který později zemřel. Zápalná bomba v zaparkovaném voze byla odpálena, když prezidentské auto projíždělo jednou z hlavních tříd Caracasu, což Venezuelce šokovalo. Fotografové pak zachytili Betancourta, jak z nemocnice vyšel s popálenýma rukama v obvazech. Incident mu naklonil veřejné mínění a zároveň mu pomohl zničit jednoho z jeho největších karibských nepřátel.

### Volby v roce 1963
Betancourt byl prvním demokraticky zvoleným venezuelským prezidentem, který sloužil celé funkční období. Jeho nástupcem se stal Raúl Leoni. Betancourt tak vytvořil demokratický precedens pro národ, který po většinu své historie žil v diktaturách.

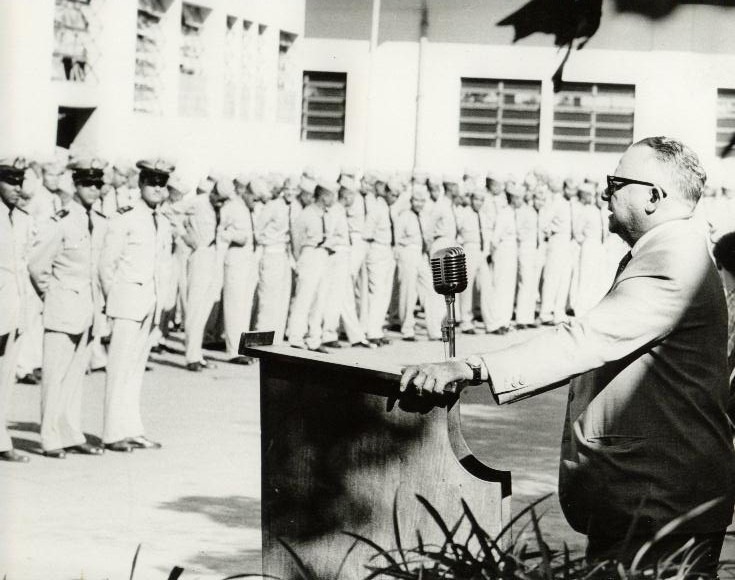
Rómulo Betancourt během projevu ke skupině důstojníků

Antipatie prezidenta k nedemokratické vládě se odrážely v takzvané Betancourtově doktríně, která odpírala venezuelské diplomatické uznání jakémukoli režimu, pravicovému či levicovému, který se dostal k moci vojenskou silou.
Během karibské krize se zintenzivnil vztah mezi Betancourtem a americkým prezidentem Kennedym. Vzhledem k Betancourtovým bohatým zkušenostem s karibskými režimy bylo mezi Bílým domem a Miraflores (venezuelský prezidentský palác) navázáno přímé telefonní spojení. Rozhovory mezi prezidenty překládala Virginia Betancourt, jediný prezidentův potomek.
Pozdější prezident Rafael Caldera se od Betancourtovy doktríny distancoval. Byl přesvědčen, že vedla k izolaci Venezuely ve světě.